# Mogoșești-Siret
Mogoșești-Siret est une commune du județ de Iași en Roumanie.